# Afrit

aankondiging van een uitvoeging

Een afrit of uitvoeging van een autosnelweg is een rijstrook met beperkte lengte waarop bestuurders snelheid kunnen minderen om uit te voegen (dus om de hoofdrijbaan te verlaten). Dit is de uitvoegstrook. Een afrit maakt over het algemeen deel uit van een aansluiting of knooppunt.
Afritten zijn meestal genummerd en worden enkele honderden meters van tevoren met een speciaal verkeersbord aangekondigd.
Wanneer men afslaat dient men in Nederland richting aan te geven en de richtingaanwijzer aan te houden tot men het 'UIT' bord gepasseerd heeft. In andere landen is dit minder gebruikelijk. De afslag verloopt na het einde van de uitvoegstrook en het 'UIT' bord met een (flauwe) bocht van de snelweg af. Wanneer de bocht flauw is kan men deze met 80–100 km/u nemen, bij scherpe bochten wordt vaak 60 km/u aangeraden. Overigens zijn de bochten in toe- en afritten buiten Nederland vaak scherper en moet men dus nog meer vaart minderen, tot 40 km/u, soms al op de uitvoegstrook.
De benodigde lengte van een uitvoegstrook kan worden berekend met de volgende formule:
{\displaystyle L_{\mathrm {d} }={\frac {v_{0}^{2}-v_{\mathrm {e} }^{2}}{256\left({\frac {d}{g}}+{\frac {p}{100}}\right)}}}
Hierin is:
- Ld de deceleratielengte [m]
- v0 de ontwerpsnelheid van de doorgaande rijbaan [km/h]
- ve de ontwerpsnelheid van de afbuigende rijbaan [km/h]
- d de vertraging van het voertuig [m/s²] (comfortabel is 1,5 m/s²)
- g gravitatieconstante
- p helling van de weg [%] (stijgend is positief, dalend is negatief)

## Afslag
Bij overige wegen spreekt men eerder van afslag of tweesprong.
rijstrook · vluchtstrook · spitsstrook · invoegstrook · uitvoegstrook · weefstrook · bufferstrook · plusstrook · wisselstrook · redresseerstrook · voorsorteerstrook · klimstrook

Doelgroepstroken: busstrook · carpoolstrook · vrachtwagenstrook · fietsstrook · passeerstrook